# Choerolophodon
Choerolophodon (лат.) — род вымерших млекопитающих из семейства Choerolophodontidae отряда хоботных. Известен из миоценовых отложений Евразии и Африки.

## Таксономия
Известны многочисленные виды Choerolophodon: C. pentelicus, C. anatolicus и C. chioticus из Юго-Восточной Европы (Греция, Болгария) и Ближнего Востока, C. palaeindicus и C. corgatus с индийского субконтинента, C. guangheensis из Китая и C. ngorora и C. zaltaniensis из Африки. Название Choerolophodon было установлено для «Mastodon» pentelicus из Греции по Шлезингеру (1917).

## Распространение
Окаменелости Choerolophodon были обнаружены в Африке, Юго-Восточной Европе, Турции, Ираке, Иране, на Индийском субконтиненте и в Китае.

## Виды
- C. pentelici (Gaudry & Lartet, 1856)typus
- C. anatolicus (Ozansoy, 1965)
- C. palaeindicus (Lydekker, 1894)
- C. corrugatus (Pilgrim, 1913)
- C. chioticus Tobien, 1980
- C. guangheensis Wang & Deng, 2011
- C. ngorora (Maglio, 1974)
- C. zaltaniensis Gaziry, 1987